# Liste der Naturdenkmale in Wehingen
| Naturdenkmale | Anzahl |
| ------------- | ------ |
| FND           | 4      |
| END           | 1      |
| Gesamt        | 5      |

Die Liste der Naturdenkmale in Wehingen nennt die verordneten Naturdenkmale (ND) der im baden-württembergischen Landkreis Tuttlingen liegenden Gemeinde Wehingen. In Wehingen gibt es insgesamt fünf als Naturdenkmal geschützte Objekte, davon vier flächenhafte Naturdenkmale (FND) und ein Einzelgebilde-Naturdenkmal (END).
Stand: 1. November 2016.

## Flächenhafte Naturdenkmale (FND)
| Name                        | Bild | Kennung     | Einzelheiten                   | Position | Fläche Hektar | Datum         |
| --------------------------- | ---- | ----------- | ------------------------------ | -------- | ------------- | ------------- |
| Hangquellmoor unterm Tann   | BW   | 83270510001 | Wehingen                       | ⊙        | 4,5           | 4. Nov. 1988  |
| Sinterkalk im Harrasbachtal |      | 83270090003 | Deilingen, Wehingen, Obernheim | ⊙        | 0,6           | 5. Aug. 1991  |
| Sinterkalk im Harrasbachtal |      | 83270510002 | Wehingen                       | ???      | 0,0           | 5. Aug. 1991  |
| Tuffterrasse Neubrünnle     |      | 83270510006 | Wehingen                       | ???      | 0,2           | 13. Nov. 1991 |
| Legende für Naturdenkmal    |      |             |                                |          |               |               |

## Einzelgebilde (END)
| Name                            | Bild | Kennung     | Einzelheiten | Position | Fläche Hektar | Datum         |
| ------------------------------- | ---- | ----------- | ------------ | -------- | ------------- | ------------- |
| 1 Bergahorn beim alten Viehhaus | BW   | 83270510004 | Wehingen     | ⊙        | 0,0           | 13. Nov. 1991 |
| Legende für Naturdenkmal        |      |             |              |          |               |               |